# US Open-mesterskabet i damedouble 2018
US Open-mesterskabet i damedouble 2018 var den 130. turnering om US Open-mesterskabet i damedouble. Turneringen var en del af US Open 2018 og blev spillet i USTA Billie Jean King National Tennis Center i New York City, USA i perioden 29. august - 9. september 2018.
Mesterskabet blev vundet af Ashleigh Barty og CoCo Vandeweghe, som dermed begge vandt deres første grand slam-titel i deres respektive karrierer, efter at de to spillere tilsammen tidligere havde været i seks grand slam-finaler i damedouble og mixed double uden at smage sejrens sødme. I finalen vandt den australsk-amerikanske duo over Australian Open-mestrene Tímea Babos og Kristina Mladenovic, der var seedet som nr. 2, med 3-6, 7-6(2), 7-6(6) i en kamp, der varede 2 timer og 30 minutter og blev spillet med skydetaget lukket på Arthur Ashe Stadium. De 13.-seedede vindere havde undervejs til deres første grand slam-finale som makkere besejret det topseedede par, Barbora Krejčíková og Kateřina Siniaková, i semifnalen og afværgede i løbet af finalen to matchbolde ved stillingen 4-5 (15-40) i andet sæt og en matchbold i det afgørende sæts tiebreak ved stillingen 5-6. Parret vandt dermed deres anden titel i 2018, idet de tidligere på sæsonen havde vundet Miami Open 2018.
Latisha Chan og Martina Hingis var forsvarende mestre, men efter Hingis' karriestop stillede Chan op til sit titelforsvar sammen med Viktorija Azarenka. Det taiwanesisk-hviderussiske par blev slået ud i anden runde, hvor de opgav midt i første sæt mod Raquel Atawo og Anna-Lena Grönefeld.

## Pengepræmier og ranglistepoint
Den samlede præmiesum til spillerne i damedouble androg $ 3.070.420 (ekskl. per diem), hvilket var en stigning på 3,5 % i forhold til året før.
| Resultat               | Pengepræmier | Pengepræmier | Ændring ift. 2017 | WTA-point |
| Resultat               | Pr. par      | Total        | Ændring ift. 2017 | WTA-point |
| ---------------------- | ------------ | ------------ | ----------------- | --------- |
| Vindere (1)            | $ 700.000    | $ 700.000    | +3,7 %            | 2.000     |
| Finalister (1)         | $ 350.000    | $ 350.000    | +2,9 %            | 1.300     |
| Semifinalister (2)     | $ 166.400    | $ 332.800    | +4,0 %            | 780       |
| Kvartfinalister (4)    | $ 85.275     | $ 341.100    | +4,0 %            | 430       |
| Tabere i 3. runde (8)  | $ 46.563     | $ 372.504    | +5,8 %            | 240       |
| Tabere i 2. runde (16) | $ 27.876     | $ 446.016    | +5,2 %            | 130       |
| Tabere i 1. runde (32) | $ 16.500     | $ 528.000    | 0 %               | 10        |
| Samlet præmiesum       | -            | $ 3.070.420  | +3,5 %            | -         |

## Turnering

### Deltagere
Turneringen havde deltagelse af 64 par, der var fordelt på:
- 57 direkte kvalificerede par i form af deres ranglisteplacering.
- 7 par, der havde modtaget et wildcard.

#### Seedede par
De 16 bedst placerede af parrene på WTA's verdensrangliste blev seedet:
| Seedning | Rang. | Spiller                                    | Resultat     |
| -------- | ----- | ------------------------------------------ | ------------ |
| 1        | 7     | Barbora Krejčíková Kateřina Siniaková      | Semifinale   |
| 2        | 9     | Tímea Babos Kristina Mladenovic            | Finale       |
| 3        | 17    | Andrea Sestini Hlaváčková Barbora Strýcová | Tredje runde |
| 4        | 21    | Gabriela Dabrowski Xu Yifan                | Anden runde  |
| 5        | 28    | Andreja Klepač María José Martínez Sánchez | Første runde |
| 6        | 32    | Lucie Hradecká Jekaterina Makarova         | Kvartfinale  |
| 7        | 32    | Elise Mertens Demi Schuurs                 | Kvartfinale  |
| 8        | 33    | Nicole Melichar Květa Peschke              | Første runde |
| 9        | 39    | Kiki Bertens Johanna Larsson               | Anden runde  |
| 10       | 43    | Chan Hao-Ching Yang Zhaoxuan               | Anden runde  |
| 11       | 64    | Vania King Katarina Srebotnik              | Første runde |
| 12       | 64    | Alicja Rosolska Abigail Spears             | Første runde |
| 13       | 66    | Ashleigh Barty CoCo Vandeweghe             | Mestre       |
| 14       | 66    | Raquel Atawo Anna-Lena Grönefeld           | Tredje runde |
| 15       | 70    | Irina-Camelia Begu Monica Niculescu        | Anden runde  |
| 16       | 81    | Miyu Kato Makoto Ninomiya                  | Første runde |

#### Wildcards
Syv par modtog et wildcard til turneringen.
| Par                                | Resultat     |
| ---------------------------------- | ------------ |
| Jennifer Brady Asia Muhammad       | Anden runde  |
| Caroline Dolehide Christina McHale | Tredje runde |
| Nicole Gibbs Sabrina Santamaria    | Anden runde  |
| Sofia Kenin Sachia Vickery         | Første runde |
| Allie Kiick Jamie Loeb             | Første runde |
| Varvara Lepchenko Bernarda Pera    | Første runde |
| Caty McNally Whitney Osuigwe       | Første runde |

### Resultater

#### Kvartfinaler, semifinaler og finale
| Barbora Krejčíková |
| Kateřina Siniaková |

| Elise Mertens |
| Demi Schuurs  |

| Barbora Krejčíková |
| Kateřina Siniaková |

| Ashleigh Barty  |
| CoCo Vandeweghe |

| Ashleigh Barty  |
| CoCo Vandeweghe |

| Dalila Jakupović  |
| Irina Khromatjeva |

| Ashleigh Barty  |
| CoCo Vandeweghe |

| A. Pavljutjenkova    |
| Anastasija Sevastova |

| Tímea Babos         |
| Kristina Mladenovic |

| Samantha Stosur |
| Zhang Shuai     |

| Samantha Stosur |
| Zhang Shuai     |

| Lucie Hradecká      |
| Jekaterina Makarova |

| Tímea Babos         |
| Kristina Mladenovic |

| Tímea Babos         |
| Kristina Mladenovic |

#### Første, anden og tredje runde
| Barbora Krejčíková |
| Kateřina Siniaková |

| Kateryna Bondarenko |
| Aleksandra Krunić   |

| Barbora Krejčíková |
| Kateřina Siniaková |

| Zarina Dijas |
| Zheng Saisai |

| Bethanie Mattek-Sands |
| Lucie Šafářová        |

| Bethanie Mattek-Sands |
| Lucie Šafářová        |

| Barbora Krejčíková |
| Kateřina Siniaková |

| Sorana Cîrstea      |
| Sara Sorribes Tormo |

| Ljudmyla Kitjenok |
| Laura Siegemund   |

| Ljudmyla Kitjenok |
| Laura Siegemund   |

| Ljudmyla Kitjenok |
| Laura Siegemund   |

| Natela Dzalamidze |
| Jeļena Ostapenko  |

| Irina-Camelia Begu |
| Monica Niculescu   |

| Irina-Camelia Begu |
| Monica Niculescu   |

| Vania King         |
| Katarina Srebotnik |

| Nina Stojanović |
| Fanny Stollár   |

| Nina Stojanović |
| Fanny Stollár   |

| Darija Jurak |
| Xenia Knoll  |

| Hsieh Su-Wei    |
| Aryna Sabalenka |

| Hsieh Su-Wei    |
| Aryna Sabalenka |

| Hsieh Su-Wei    |
| Aryna Sabalenka |

| Vitalia Diattjenko  |
| Margarita Gasparjan |

| Elise Mertens |
| Demi Schuurs  |

| Sofia Kenin    |
| Sachia Vickery |

| Vitalia Diattjenko  |
| Margarita Gasparjan |

| Daria Gavrilova |
| Petra Martić    |

| Elise Mertens |
| Demi Schuurs  |

| Elise Mertens |
| Demi Schuurs  |

| A. Sestini Hlaváčková |
| Barbora Strýcová      |

| Allie Kiick |
| Jamie Loeb  |

| A. Sestini Hlaváčková |
| Barbora Strýcová      |

| Han Xinyun   |
| Raluca Olaru |

| Han Xinyun   |
| Raluca Olaru |

| Tatjana Maria  |
| Heather Watson |

| A. Sestini Hlaváčková |
| Barbora Strýcová      |

| Caty McNally    |
| Whitney Osuigwe |

| Ashleigh Barty  |
| CoCo Vandeweghe |

| Monique Adamczak |
| Desirae Krawczyk |

| Monique Adamczak |
| Desirae Krawczyk |

| Wang Qiang |
| Wang Yafan |

| Ashleigh Barty  |
| CoCo Vandeweghe |

| Ashleigh Barty  |
| CoCo Vandeweghe |

| Kiki Bertens    |
| Johanna Larsson |

| Kaia Kanepi     |
| Andrea Petkovic |

| Kiki Bertens    |
| Johanna Larsson |

| Nao Hibino          |
| Oksana Kalasjnikova |

| Nao Hibino          |
| Oksana Kalasjnikova |

| Belinda Bencic   |
| Kateryna Kozlova |

| Nao Hibino          |
| Oksana Kalasjnikova |

| Dalila Jakupović  |
| Irina Khromatjeva |

| Dalila Jakupović  |
| Irina Khromatjeva |

| Anabel Medina Garrigues |
| Arantxa Parra Santonja  |

| Dalila Jakupović  |
| Irina Khromatjeva |

| Jennifer Brady |
| Asia Muhammad  |

| Jennifer Brady |
| Asia Muhammad  |

| Nicole Melichar |
| Květa Peschke   |

| Andreja Klepač        |
| M.J. Martínez Sánchez |

| A. Pavljutjenkova    |
| Anastasija Sevastova |

| A. Pavljutjenkova    |
| Anastasija Sevastova |

| Olga Savtjuk    |
| Elina Svitolina |

| Viktória Kužmová     |
| Magdaléna Rybáriková |

| Viktória Kužmová     |
| Magdaléna Rybáriková |

| A. Pavljutjenkova    |
| Anastasija Sevastova |

| Caroline Dolehide |
| Christina McHale  |

| Caroline Dolehide |
| Christina McHale  |

| Varvara Lepchenko |
| Bernarda Pera     |

| Caroline Dolehide |
| Christina McHale  |

| Alison Riske    |
| Taylor Townsend |

| Chan Hao-Ching |
| Yang Zhaoxuan  |

| Chan Hao-Ching |
| Yang Zhaoxuan  |

| Miyu Kato       |
| Makoto Ninomiya |

| Naomi Broady     |
| Danielle Collins |

| Naomi Broady     |
| Danielle Collins |

| Timea Bacsinszky |
| Vera Zvonarjova  |

| Timea Bacsinszky |
| Vera Zvonarjova  |

| Irina Bara   |
| Alizé Cornet |

| Timea Bacsinszky |
| Vera Zvonarjova  |

| Eri Hozumi           |
| Veronika Kudermetova |

| Samantha Stosur |
| Zhang Shuai     |

| Samantha Stosur |
| Zhang Shuai     |

| Samantha Stosur |
| Zhang Shuai     |

| Lara Arruabarrena |
| Renata Voráčová   |

| Gabriela Dabrowski |
| Xu Yifan           |

| Gabriela Dabrowski |
| Xu Yifan           |

| Lucie Hradecká      |
| Jekaterina Makarova |

| Kaitlyn Christian |
| Rebecca Peterson  |

| Lucie Hradecká      |
| Jekaterina Makarova |

| Shuko Aoyama  |
| Duan Yingying |

| Shuko Aoyama  |
| Duan Yingying |

| Aljaksandra Sasnovitj |
| Galina Voskobojeva    |

| Lucie Hradecká      |
| Jekaterina Makarova |

| Nadiia Kitjenok     |
| Anastasia Rodionova |

| Magda Linette    |
| Ajla Tomljanović |

| Magda Linette    |
| Ajla Tomljanović |

| Magda Linette    |
| Ajla Tomljanović |

| Lesley Kerkhove  |
| Lidzija Marozava |

| Lesley Kerkhove  |
| Lidzija Marozava |

| Alicja Rosolska |
| Abigail Spears  |

| Raquel Atawo        |
| Anna-Lena Grönefeld |

| Michaëlla Krajicek |
| Pauline Parmentier |

| Raquel Atawo        |
| Anna-Lena Grönefeld |

| Viktorija Azarenka |
| Latisha Chan       |

| Viktorija Azarenka |
| Latisha Chan       |

| Ana Bogdan        |
| Julija Putintseva |

| Raquel Atawo        |
| Anna-Lena Grönefeld |

| Alexa Guarachi |
| Vera Lapko     |

| Tímea Babos         |
| Kristina Mladenovic |

| Nicole Gibbs       |
| Sabrina Santamaria |

| Nicole Gibbs       |
| Sabrina Santamaria |

| Kirsten Flipkens    |
| Alison Van Uytvanck |

| Tímea Babos         |
| Kristina Mladenovic |

| Tímea Babos         |
| Kristina Mladenovic |